# Naučná stezka Peklo
Naučná stezka Peklo spojuje českolipskou městskou čtvrť Dubici a obec Zahrádky. Většina trasy je vedena národní přírodní památkou Peklo, podle které je stezka pojmenována. Celková délka naučné stezky je cca 4 km a nachází se na ní 10 zastavení.

## Vedení trasy
Naučná stezka začíná na rozcestí Česká Lípa–Dubice, odkud pokračuje k rybníku Dubice. Ten zleva obchází a pokračuje po lesní cestě až k napojení na červenou turistickou značku. V místě napojení se dává doprava a s červenou značkou míří do NPP Peklo. Ještě před vstupem míjí Skautskou skálu a Peklem prochází proti proudu Robečského potoka. Kousek za vstupem míjí zaniklý Robečský hrádek, ležící na protilehlém (pravém) břehu potoka. Asi po 1,5 km od vstupu do NPP přechází na protější stranu potoka, na levý břeh se vrací až pod osadou Nový Dvůr se zbytky zahrádeckého hradu. Obě stezky následně vedou dále Peklem až pod samotu Krby, kde NPP opouští. Nedaleko samoty se nachází nepatrné zbytky hradu Frýdlant. Následně pokračují do osady Karba, kde se nachází poslední zastavení. NS dále vede pod Zahrádeckým viaduktem do Zahrádek k rozcestí Zahrádky–zámek, nedaleko zdejšího zámku.

## Návštěvnost
Každoročně na jaře rozkvétají podél stezky velké plochy bledulí a míří sem zástupy turistů. I proto byla stezka upravena podnikem Lesy ČR, který opravil v roce 2014 povalové chodníky a prořezal poškozené stromy a keře.